# Hero of Our Time
Hero of Our Time – pierwszy pełny, studyjny album szwedzkiej grupy Satanic Surfers. Płyta sprzedała się w nakładzie 60 000.

## Lista utworów
1. "...And the Cheese Fell Down"
2. "Better Off Today"
3. "Use aBee"
4. "Ketty"
5. "Hero of Our Time"
6. "Before It's Too Late"
7. "The Treaty and the Bridge"
8. "Armless Skater"
9. "Puppet"
10. "Got to Throw Up"
11. "Good Morning"
12. "Head Under Water"